# Abschlagszahlung
Die Abschlagszahlung (oder Akontozahlung, A-conto-Zahlung, Per-conto-Zahlung; italienisch: a conto / per conto = „auf/in Rechnung“, „auf Abschlag“; Zeichen: ℀ bzw. a/c, auch kurz: a c.) ist eine Teilzahlung eines Auftraggebers oder Käufers auf seine Geldschuld, die von ihm bei erbrachten Teilleistungen des Auftragnehmers oder Verkäufers zu entrichten ist.

## Allgemeines
Bei Kaufverträgen sind Abschlagszahlungen nicht vorgesehen, da der gesamte Kaufpreis nach § 433 BGB bei Übergabe des Kaufgegenstands fällig ist und Teilleistungen des Schuldners nach § 266 BGB im Regelfall nicht statthaft sind. Wegen der Vertragsfreiheit können jedoch Käufer und Verkäufer auch Teilzahlungen vereinbaren, sie heißen dann aber Anzahlung oder Vorauszahlung. Kaufverträge beinhalten meist bereits fertiggestellte Kaufgegenstände, deren sofortige Übergabe Zug um Zug gegen Zahlung des vollständigen Kaufpreises stattfinden kann. Es gibt jedoch auch Gegenstände, die nach Vertragsabschluss erst noch hergestellt werden müssen (Maschinen, Gebäude). Dabei werden meist Werkverträge geschlossen, für die andere Regelungen gelten.

## Werkverträge
Bei Werkverträgen ist der Werkunternehmer zur Vorleistung verpflichtet, muss also zunächst das Werk herstellen und kann dann erst die Geldzahlung verlangen. Um dieses Vorleistungsrisiko zu verringern, hat der Unternehmer das Recht, Abschlagszahlungen in Höhe des Wertes der von ihm erbrachten Leistungen zu verlangen (§ 632a BGB). Für diesen BGB-Werkvertrag gilt, dass die Abschlagszahlung sofort nach Übergabe der prüfbaren Abschlagsrechnung fällig wird (§ 271 Abs. 1 BGB). Einer Abnahme bedarf es insoweit nicht. Bei einem VOB/B-Werkvertrag wird die Abschlagszahlung erst nach 21 Werktagen ab Zugang der prüfbaren Aufstellung über erbrachte Leistungen fällig (§ 16 Abs. 1 Nr. 3 VOB/B). Abschlagszahlungen sind der VOB/B zufolge vorläufige Zahlungen des Auftraggebers, über die der Auftragnehmer zur Auskunft verpflichtet ist und die er in die Schlussrechnung einzustellen hat.
Abschlagszahlungen werden bei Bauunternehmen gemäß § 266 Abs. 3 C Nr. 3 HGB als „erhaltene Anzahlungen“ passiviert.
Einen Sonderbereich bilden die am Bauablauf orientierten Zahlungspläne für den Kauf von zu errichtenden Immobilien vom Bauträger (§ 3 Abs. 2 MaBV). Es kann vorkommen, dass diese Zahlungsraten statt Abschlagszahlungen verdeckte Vorauszahlungen darstellen, weil kein oder lediglich ein geringerer Wertzuwachs stattgefunden hat. Um den Käufer hierbei zu sichern, sind nach § 2 Abs. 1 MaBV Sicherheitsleistungen vom Bauträger durch Bürgschaft von Kreditinstituten oder Versicherungen beizubringen.

## Arbeitsrecht
Bei einem Arbeitsverhältnis handelt es sich bei der Zahlung von Lohn oder Gehalt um eine Abschlagszahlung, wenn die Zahlung nicht in der genauen Höhe der bereits fälligen Vergütung (Lohn oder Gehalt) erfolgt, sondern in einer annähernden Höhe und später genau abgerechnet wird, ohne dass es eines formalen Verfahrens bedarf. Dies kommt in der Praxis z. B. vor, wenn die Höhe der Vergütung wegen der Arbeitsbedingungen stark schwankt und erst nachträglich die genaue Höhe ausgerechnet wird und ein Ausgleichsbetrag zur Auszahlung kommt.
Eine Abschlagszahlung liegt hier nach einer Rechtsmeinung rechtlich nur dann vor, wenn die Zahlung tatsächlich niedriger ist als der zustehende und fällige Betrag. Leistet der Arbeitgeber eine Zahlung, die über das bereits fällige Arbeitsentgelt hinausgeht, so handelt es sich nicht um eine Abschlagszahlung, sondern um eine Überzahlung oder einen Gehaltsvorschuss.
In der Praxis kommt es allerdings vor, dass eine der Höhe nach vorläufig vorgenommene Zahlung als Abschlagszahlung bezeichnet wird, obwohl die Höhe des zu zahlenden Betrages lediglich noch nicht genau festgestellt werden kann und daher noch nicht feststeht, ob die geleistete Zahlung insgesamt tatsächlich niedriger oder höher ist als das tatsächlich zustehende und fällige Arbeitsentgelt. Es kann somit vorkommen, dass von einer Abschlagszahlung gesprochen wird, obwohl es sich tatsächlich um die vollständige Auszahlung des zustehenden und fälligen Arbeitsentgelts in einem Betrag mit einem Gehaltsvorschuss in Höhe eines überschüssigen Teilbetrags handelt.
Der Arbeitgeber hat eine Abschlagszahlung ausdrücklich als solche zu kennzeichnen. Das gilt umgekehrt auch bei einem Gehaltsvorschuss. Der Arbeitnehmer muss erkennen können, dass eine spätere Ausgleichszahlung für den ausstehenden fälligen oder gezahlten noch nicht fälligen Anteil einer Zahlung im Hinblick auf das tatsächlich fällige Arbeitsentgelt zu erwarten bzw. zu leisten ist. Soweit es sich um einen Gehaltsvorschuss handelt, hat der Arbeitnehmer den Vorschuss grundsätzlich zurückzuzahlen oder hinzunehmen, dass dieser mit einer späteren Zahlung des Arbeitsentgeltes verrechnet wird. Einen gesetzlichen Anspruch auf einen Gehaltsvorschuss gibt es nicht.

## Folgen
Für die Fälligkeit einer Abschlagszahlung ist erforderlich, dass die gesetzlichen oder vertraglichen Voraussetzungen vorliegen, z. B. der bestimmte Leistungsteil vollständig hergestellt worden ist. Eine ausbleibende Abschlagszahlung berechtigt den Unternehmer nach § 320 BGB zur Arbeitseinstellung. Die Nichtberücksichtigung von Abschlagszahlungen in einer Schlussrechnung führt zu deren Nichtprüfbarkeit. Wurden höhere Abschlagszahlungen geleistet als nach der Schlussrechnung erforderlich gewesen wären, handelt es sich um eine Überzahlung. Der Anspruch auf Rückzahlung eines derartigen Überschusses aus A-conto-Zahlungen ergibt sich aus dem zugrundeliegenden Vertrag und nicht aus Bereicherungsrecht.
Während die Abschlagszahlung eine Teilerfüllung der Zahlungspflicht darstellt, sind die Vorauszahlung und Anzahlung ein Kundenkredit des Käufers an den Verkäufer, damit dieser in der Lage ist, mit Hilfe der Voraus- oder Anzahlung die Herstellung des Kaufgegenstandes zu finanzieren. Bei Anzahlungen und Vorauszahlungen steht eine entsprechende Gegenleistung des Verkäufers also (noch) nicht gegenüber.
Im Arbeitsrecht ergeben sich die Ansprüche des Arbeitgebers und Arbeitnehmers gegeneinander hinsichtlich der Differenz zwischen einer Abschlagszahlung oder einem (ausdrücklichen oder tatsächlichen) Gehaltsvorschuss einerseits und dem tatsächlich zustehenden Arbeitsentgelt andererseits aus dem Arbeitsvertrag und ebenfalls nicht aus dem Bereicherungsrecht. Der Arbeitnehmer kann sich daher wegen der Rückzahlungspflicht nicht darauf berufen, dass er den rückzuzahlenden Betrag bereits ausgegeben hat und damit nicht mehr als bereichert gilt.

## Bilanzierung
Beim Unternehmer wird die erhaltene Abschlagszahlung als Verbindlichkeit nach § 266 Abs. 3 C HGB („erhaltene Anzahlungen auf Bestellungen“) verbucht. Stehen den Abschlagszahlungen erbrachte Teilleistungen gegenüber, so darf der Unternehmer die Abschlagszahlungen unter den „Vorräten an unfertigen Bauleistungen“ bis zur Höhe der für unfertige Bauleistungen aktivierten Herstellungskosten offen von der Aktivseite absetzen. Aus Auftraggebersicht handelt es sich um eine Forderung nach § 266 Abs. 2 B I Nr. 4 HGB („geleistete Anzahlungen“). Das Handelsrecht spricht zwar lediglich von Anzahlungen, doch sind auch Vorauszahlungen und Abschlagszahlungen darunter zu verbuchen. Nachdem der Bundesfinanzhof festgestellt hatte, dass Abschlagszahlungen für erbrachte Teilleistungen bei Architekten und Ingenieuren bereits gewinnerhöhend zu berücksichtigen sind, war fraglich, ob diese Regelung auch auf sonstige Werkverträge mit Abschlagszahlungen auszudehnen sei.
Aus diesen Bilanzpositionen lässt sich die betriebswirtschaftliche Kennzahl der Anzahlungsquote ermitteln, die angibt, wie hoch der Anteil erhaltener Abschlagszahlungen im Verhältnis der teilfertigen Arbeiten eines Unternehmens liegt:
{\displaystyle {\text{Anzahlungsquote}}={\frac {\text{erhaltene Anzahlungen}}{\text{teilfertige Arbeiten}}}\cdot 100\,\%}.
Sie ist insbesondere in Wirtschaftszweigen von Bedeutung, bei denen die Produktionszeit einen längeren Zeitraum umfasst (Bauunternehmen, Maschinenbau, Anlagenbau).

## International
In der Schweiz und in Österreich sind Abschlagszahlungen als Gegenleistung für vom Auftragnehmer erbrachte Teilleistungen ebenfalls bekannt. Im englischen Sprachraum unterscheidet man diese Abschlagszahlungen mit dem Begriff „compensation payments“ deutlich von den – ohne Gegenleistungen – vorgenommenen Anzahlungen/Vorauszahlungen („down payment“ oder „advance payment“).